# مایکل بوچلر
مایکل بوچلر (انگلیسی: Michael Bochtler؛ زادهٔ ۱۵ اکتبر ۱۹۷۵) بازیکن فوتبال اهل آلمان است که در پست مدافع بازی می‌کرد.
از باشگاه‌هایی که در آن بازی کرده‌است می‌توان به باشگاه فوتبال وی‌اف‌آر آلن، باشگاه فوتبال کارل زایس ینا، باشگاه فوتبال اشتورم گراتس، باشگاه فوتبال سن پائولی، و باشگاه فوتبال اشتوتگارت اشاره کرد.
وی همچنین در تیم‌های ملی فوتبال جوانان آلمان و زیر ۲۱ سال آلمان بازی کرده‌است.